# Cinnamomum englerianum
Cinnamomum englerianum är en lagerväxtart som beskrevs av Schewe. Cinnamomum englerianum ingår i släktet Cinnamomum och familjen lagerväxter. Inga underarter finns listade i Catalogue of Life.